# 沈暁明
沈 暁明（しん ぎょうめい、1963年5月 - ）は、中華人民共和国の官僚・政治家、元医師。現職は中国共産党湖南省委員会書記。

## 経歴
1963年5月、浙江省紹興専区上虞県で生まれる。1983年、温州医科大学を卒業。1988年、上海交通大学にて児科医学博士課程修了。大学卒業後は上海の国有病院である上海第二医科大学付属新華医院として就職し、昇進を重ねて院長となる。2003年、上海第二医科大学校長（学長）に昇格。2005年、上海交通大学常務副校長、上海交通大学医学院院長に就任。翌年、中国共産党上海市科学教育工作委員会副書記、上海市教育委員会主任に就任。2008年1月、45歳の沈暁明は上海市政府副市長を務め、副部長級を昇進した。翌年6月には上海市赤十字社社長を兼務する。さらに2013年5月には中国共産党浦東新区区委員会書記を兼任する。2015年4月8日、上海自由貿易区管理委員会主任を兼務。
2016年9月、中央に移り、教育部党組副書記に就任。同年10月12日、教育部副部長（次官）を兼務。
2017年4月1日、党務に転じて海南省に赴任し、海南省党委員会副書記に就任した。第5期海南省人民代表大会常務委員会は4月7日の第28回会議で、劉賜貴省長の辞任届を受理し、沈暁明を副省長兼省長代行に任命することを決定した。海南省第5期人民代表大会第6回で5月19日、省長代行の沈暁明が省長に選出された。2020年12月1日、中国共産党中央委員会は沈暁明が海南省党委書記に転任することを決定した。
2023年3月、党務に転じて湖南省に赴任し、中国共産党湖南省委員会書記に就任した。